# Cetola costata
Cetola costata là một loài bướm đêm trong họ Noctuidae.